# Суб'єктивне цивільне право. Здійснення
Здійснення суб'єктивних цивільних прав — це реалізація управненою особою можливостей, що становлять зміст суб'єктивного права, та надаються законом чи договором.
Стосовно суб'єктивних цивільних прав існує багато аспектів їх здійснення та процесів його виникнення. Суб'єктивне цивільне право досить чітко співвідноситься з правоздатністю, але поняття цивільного права не є настільки абстрактним і в конкретному випадку може вирізняти різні речі. Зазвичай суб'єктивне цивільне право виникає коли у правовідносинах існує уповноважена і зобов'язальна сторона. Суб'єктивне цивільне право це та міра поведінки, що закріплюється за уповноваженою особою у цивільних правовідносинах і здатна закріплюватися у договорі між ними. Цивільне право може виникати і у інших видах правовідносин і тісно здатне співвідноситись з правом власності. Оскільки, якщо існує право власності то цивільне право власника виражати свою волю щодо нього у трьох видах: користуванні, розпорядженні та володінні.

## Ознаки суб'єктивного права
- можливість певної поведінки;
- можливість, яка належить лише уповноваженому суб'єкту, яка надається для задоволення інтересів уповноваженої особи;
- наявне у правовідносинах;
- є мірою можливої поведінки, порушення якої вважається зловживанням правом;
- існує лише відповідно до юридичних обов'язків;
- встановлюється нормами права;

Основними особливостями суб'єктивного цивільного права є здатність вимагати певну міру поведінки від зобов'язальної сторони, у певних випадках використовувати апарат примусу і звертатись за захистом своїх прав до суду.
По-перше, уповноважена особа здійснює своє цивільне право вільно, на власний розсуд, тобто сама вирішує, здійснювати чи не здійснювати право, що їй належить, визначаючи при цьому строк, порядок, характер дій, що вчиняються нею для здійснення права. По-друге, деякі суб'єктивні цивільні права можуть одночасно бути і цивільними обов'язками.
Способи здійснення цивільних прав можуть бути різними. Так, їх розрізняють залежно від того, за допомогою якого виду дій — юридичних або фактичних — реалізуються права. Юридичні дії полягають, як правило, у вчиненні правочинів — двосторонніх чи багатосторонніх (договорів) або односторонніх (складання заповіту, видача довіреності). Фактичні дії становлять юридично значущі вчинки. Наприклад, використання автомобіля його власником, вживання продуктів тощо.